# Comtat de Lecce
El Comtat de Lecce (1055 - 1463) fou una jurisdicció feudal normanda del sud de la península italiana, que agafava el seu nom de la capital Lecce. El comtat limitava al nord amb Bríndisi, a l'oest amb Oria i Nardò, i al sud amb Soleto i Òtranto.

## Època normanda
El 1055 els normands van emprendre i van completar la conquesta de gairebé tot el Salento. Gofred d'Hauteville (1018-1069), germà de Robert Guiscard, el 1058 va aconseguir prendre possessió de Nardò i Lecce. El 1088 es va establir el Principat de Tàrent, assignat a Bohemon I d'Antioquia, que incloïa també Oria,  Gallipoli i Otranto.
Els normands van celebrar la cort a Lecce i aquí va néixer  Tancred d'Hauteville, que va obtenir el títol de comte de Lecce de 1149 a 1194, amb un interval del 1154 al 1169 en què es trobava a l'exili a Constantinoble. Tancred, fill natural de Roger III de la Pulla (1118-1148) i d'Emma filla d'Accard II, comte de Lecce, esdevindria després rei de Sicília.
Mentrestant, el comtat havia crescut considerablement, de fet cada comte havia annexionat altres territoris salentins sota jurisdicció feudal personal, inclosos grans centres habitats com Ostuni, Oria,  Campi, Maglie, Òtranto, Nardò; moltes masies incloses Torchiarolo, Squinzano, Novoli, Trepuzzi, Arnesano, Carmiano, Monteroni di Lecce, Surbo, San Pietro in Lama, Lequile, San Cesario di Lecce, San Donato di Lecce, Cavallino, Lizzanello, Vernole, Melendugno, Roca Vecchia; molts pobles una part d'ells propers a la capital com Merine, Caprarica di Lecce, Galugnano, Castri di Lecce, Pisignano, Acquarica di Lecce, Strudà, Vanze, Acaia, Cerceto, Serrano, Stigliano; i també finques agrícoles fèrtils com Aurìo, Vermigliano, Tafagnano, Ussano, Padulicchia, Tramacere i altres sòls salvatges, pantanosos i incultes.
Aquest vast domini personal dels comtes d'Hauteville de Lecce va començar a incloure nombrosos feuds menors, per als quals el territori del comtat es va anar dividint gradualment en sub-feus atorgats pels il·lustres comtes en benefici dels amics i fidels cavallers. En la jerarquia feudal es van convertir en valvassori del senyor comte, que al seu torn era vassall de sa majestat el rei.
D'aquella època són els barons Maremonti de Campie, Cursi, Minervino i Poggiardo, els barons Chiaramonte de Sternatia i Zollino, els barons Guarino de Castrì, Sorano i Acquarica, el Lubello di Maglie i Sanarica, el Monefuscolo d'Aradeo i Bagnolo, i també els barons Maresgallo de Lequile, els barons Capece de Barbarano, els Falconi de Galatone i Fulcignano.

## Període Angeví
El rei Manfred va caure lluitant (1266) i Carles d'Anjou va prendre possessió de la corona del regne de Nàpols. El primer compromís del nou rei va ser eliminar els adversaris i privar els barons beneficiats pels reis normands de totes les posicions. I en l'assentament del regne, Carles I va assignar el reconegut comtat de Lecce a un amic francès de la família Brienne
Gualter IV de Brienne va arribar a prendre possessió del comtat, però els gibel·lins de Salento dirigits per Corrado Capece de Lecce li van impedir l'entrada; el seu fill Hug de Brienne va intervenir amb fortes files d'homes armats, que primer van començar a devastar els llogarets que intentaven resistir i després van atacar i van ocupar la ciutat de Lecce i la van castigar tenint les muralles i les torres de defensa.
El comte Hug, a la mort del seu pare, va heretar el comtat de Lecce i el 1269 va rebre del rei Carles I d'Anjou el reconeixement i la confirmació del comtat com a jurisdicció feudal.
Posteriorment, amb una acte del 5 d'abril de 1291, del rei Carles II d'Anjou, el comte Hug també va obtenir possessió personal, per a ell i per als seus successors, de vint-i-cinc llogarets del comtat, inclòs Arnesano, Campi Salentina, Carmiano, Carpignano Salentino, Cavallino, Cerasole, Corigliano d'Otranto, Lequile, Monteroni di Lecce, Noha, Padulano, Pisanello, Pisignano, Specchia Rosa, Tafagnano, Tramacere i Vernole.
El 1305, el fill d'Hug de Brienne Gualter V de Brienne va prendre el relleu al comtat de Lecce i, després va ocupar la possessió feudal el inquiet Gualter VI de Brienne, duc de Atenes, senyor de Florència.

Escut de la casa de Brienne: d'atzur amb lleó d'or armat i llenguat de gueules

L'any 1384, el comte Pirro d'Enghien va morir a Lecce. No va tenir fills de la seva dona Margarita de Luxembourg, per tant el comtat de Lecce va anar a la seva germana Maria d'Enghien, encara una nena d'onze anys sota la tutela del baró Giovanni Acaya de Segine i del baró Pasquale Guarino de Santo Cesario. Maria d'Enghien era hereva de les famílies Enghien) i Brienne, com a filla de Joan d'Enghien i neboda d'Isabel de Brienne.
Amb el seu matrimoni amb Raimon Orsini Del Balzo, comte de Soleto i de 1393 a 1406 príncep de Tàrent, tot Salento (actuals províncies de Lecce, Brindisi i Tàrent) es va unificar en un dels feus més grans i importants d'Itàlia.
Va ser responsable de la reorganització de les activitats econòmiques i administratives de la ciutat de Lecce, amb la promulgació de l' Statuta et capitula florentissimae stateis Litii el 14 de juliol de 1445.
A la mort de Maria d'Enghien (1446), el comtat de Lecce va passar al seu fill Giovanni Antonio Orsini Del Balzo, que mentrestant havia heretat el principat de Tàrent el 1420, i posteriorment es va fusionar al Regne després del 1463 de Nàpols.

## Període aragonès
De fet, a la mort de Giovanni Antonio Orsini, comte de Lecce, el mateix rei Ferran, com a marit d'una de les seves nebodes, va ser nomenat hereu de les possessions dels Orsini. Per aquest motiu, el rei va arribar a Salento i tal com indica el Diari de Lucio Cardami: "... El rei Ferran va venir de Tàrent, va passar a Nerito i Gallipoli, i de Gallipoli va anar a Otranto, visitant els forts i tots els llocs del príncipe, i l'11 de desembre va entrar a Lecce i fou rebut sota pal·li de brocat d'or i carmosina, i es va mostrar benigne i generós".
Ferran d'Aragóa va obtenir el fidomaggio dels barons del comtat de Lecce, els dies 20 i 21 de desembre de 1463, al castell de Lecce, després de la mort de Giovanni Antonio Del Balzo Orsini i els va portar a reconèixer-lo com el successor d'Orsini, pels drets de la seva dona.

## Els comptes de Lecce
- Dinastia de l'Altavilla:
  - 1055 - Rainaldo, fill d'Acard, comte de Lecce;
  - 1055 - Gofred I, germà de Rainaldo, comte de Lecce;
  - 1092 - Gofred II, fill de Goffredo I, comte de Lecce i Ostuni, va fundar el llogaret de Santa Maria dei Veterani el 1118, primer nucli d'Avetrana
  - 1118 - Accard II, fill de Gofred II, comte de Lecce i Ostuni; el 1133 fundà el monestir benedictí de San Giovanni Evangelista;
  - 1137 - Goffredo III, comte de Lecce i Ostuni, senyor de Caltanissetta;
  - 1157 - Roberto, fill de Goffredo III, comte de Lecce;
  - 1181 - Tancredi, fill natural de Ruggero III de la Pulla i Emma, filla d'Accardo II, comte de Lecce; després rei de Sicília del 1189 al 1194;
  - 1194 - Guillem III, rei de Sicília (destituït);

- Dinastia dels Hohenstaufen):
  - 1194 - Enric VI, emperador del Sacre Imperi Romanogermànic i rei de Sicília, es casa amb Constança d'Hauteville (filla de  Roger II i tia de Tancred d'Hauteville) hereu del regne normand;
  - 1194 - Robert de Biccaro; el setembre de 1199 el papa Innocenci III va assegurar la seva protecció a Robert de Biccaro[1]

- Dinastia de la Brienne:
  - 1200 - Gualter III de Brienne, marit de (Albinia, Elvira) Maria di Lecce d'Hauteville, filla de Tancred, comte de Lecce. Mor després de la batalla de Sarno el 1205 i el comtat és confiscat;

- Dinastia dels Hohenstaufen:
  - 1205 - Frederic II de Suàbia;
  - 1250 - Manfred I de Sicília, fill de Frederic II;

- Dinastia de la Brienne:
  - 1266 - Gualter IV de Brienne tornant de França on la seva mare l'havia traslladat des de petit. Investit per  Carles I;
  - 1280 - Hug de Brienne, fidel de la casa d'Anjou i fill de Gualter IV;
  - 1306 - Gualter V de Brienne, fill d'Hug;
  - 1324 - Gualter VI de Brienne (1304-1356), fill de Gualter V de Brienne, casat el 1325 amb Margarita filla de  Felip I de Tàrent, comte de Brienne i comte de Conversano;
  - 1356 - Isabel de Brienne, germana de Gualter VI de Brienne, es va casar amb Gualter d'Enghien (mort el 1345). Posseidor del Ducat d'Atenes i del Regne de Jerusalem.

- Dinastia Enghien:
  - 1357 - Joan d'Enghien (mort el 1380), fill d'Isabel de Brienne i Gualter d'Enghien, comte de Lecce i baró de Castro;
  - 1380 - Pere d'Enghien, fill de Joan, va morir el 1384;
  - 1384 - Maria d'Enghien (1367-1446), filla de Joan i hereva de la família Brienne amb només 17 anys;

- Dinastia Orsini Del Balzo:
  - 1393 - Raimon Orsini Del Balzo, també conegut com a Raimondello, marit de Maria d'Enghien;
  - 1406 -  Ladislau de Durazzo, rei de Nàpols, segon marit de Maria d'Enghien;
  - 1415 - Maria d'Enghien, va tornar després de la mort de Ladislau el 1414 i d'uns mesos de presó a Nàpols;
  - 1446 - Giovanni Antonio Orsini Del Balzo, fill de Maria d'Enghien i Raimondello Orsini Del Balzo;
  - 1463 - Bertold Orsini Del Balzo, fill de Giovanni Antonio;

- 1463 - Ferran I de Nàpols, també conegut com a rei Ferrante, a la mort de la seva dona Isabel (neboda de Giovanni Antonio Orsini Del Balzo) uneix el Principat de Tàrent amb el Regne de Nàpols. Va ser del seu fill gran, l'aleshores duc de Calàbria i futur Alfons II, que va convertir en costum dels reis de Nàpols atribuir el títol de príncep de Tàrent als seus fills, tot i que el principat de fet havia desaparegut.

## Note
1. ↑  Gualtiero di Brienne[Enllaç no actiu]